# Tour Majunga
De Tour Majunga, is een kantoorgebouw en wolkenkrabber in Puteaux, La Défense; het zakendistrict van de agglomeratie Parijs.
De architect van deze toren is Jean-Paul Viguier. De ontwikkelaar en promotor is Unibail-Rodamco. De toren werd ingehuldigd op 25 september 2014.
Unibail-Rodamco tekende een eerste langetermijnhuurovereenkomst met Axa Investment Managers voor de eerste achttien lage verdiepingen van de toren. Deloitte bezet de verdiepingen 21 tot 39 van de toren.